# Нерей
Нерей в древногръцката митология е морски старец – добър, мъдър и справедлив. Син е на Понт и Гея. Брат е на великана Тавмант, на бога на бурното море Форкис и на Кето и Еврибия. Мъж е на океанидата Дорида.
Живеел е в Егейско море, между островите Самотраки и Имброс. Можел да си променя външния облик и да предсказва бъдещето. Показва на Херкулес пътя към градините на Хесперидите, като героят го принуждава след дълга борба. Има петдесет дъщери – Нереиди.